# 603
603(육백삼)은 602보다 크고 604보다 작은 자연수다.

## 수학
- 합성수로, 그 약수는 1, 3, 9, 67, 201, 603이다. 진약수의 합은 281이므로, 603은 부족수다.

## 교통
- 유럽 고속도로 603호선: 프랑스 생트에서 리모주까지 이어지는 유럽 고속도로.
- 603번 지방도: 충청남도 태안군 근흥면 신진도리에서 이원면 내리까지 이어지는 대한민국의 지방도.

- 도도부현도
  - 603번 가나가와현도(일본어판)
  - 603번 미에현도(일본어판)
  - 603번 야마나시현도(일본어판)
  - 603번 오이타현도(일본어판)
  - 603번 오사카부도·효고현도(일본어판)
  - 603번 홋카이도도(일본어판)
  - 603번 후쿠오카현도(일본어판)

## 문화재
- 대한민국의 보물 제603호: 문무잡과방목

## 기타
- 날짜: 6월 3일
- 연도: 603년, 기원전 603년
- 603 기지: 중화인민공화국의 준궤도 로켓 발사장 ‘광더 로켓 발사장’의 다른 이름.